# David Naughton
David Walsh Naughton (Hartford, 13 de fevereiro de 1951) é um ator e cantor estadunidense  mais conhecido pelos fãs de filmes de terror, como o licantropo David Kessler, no filme cult de sucesso Um Lobisomem Americano em Londres [1981),  por seu papel no filme, "Loucuras à Meia-Noite" (1980) da Walt Disney, e no famoso sitcom My Sister Sam.

## Carreira
É formado pela Universidade da Pensilvânia, onde estudou com uma bolsa de estudos como jogador de futebol. Em seu último ano, no entanto, ele trocou suas chuteiras por sapatos de dança para um papel em "Man of La Mancha". E estudou para uma carreira performática na prestígiada Academia de Londres de Música e Artes Dramáticas, tendo se apresentado no London's Royal Court Theatre.
Naughton retornou a Nova York e apareceu em Joseph Papp's New York Shakespeare Festival na produção "Hamlet" de Sam Waterston. Logo depois, ele assinou inicialmente para cantar e dançar em apenas três comerciais da famosa marca de refrigerantes "Dr Pepper", que eventualmente se transformaram em 16 comerciais ao longo de um período de quatro anos, ganhando muita popularidade em todo os Estados Unidos.
Naughton veio a Los Angeles para estrelar a série de televisão "Makin 'It". Ao fazer a série, ele foi convidado para gravar um disco cantando a música-tema da série, que foi um grande hit de sucesso "Top Ten" da Billboard em 1979, vendendo mais de um milhão de cópias. Ele também co-estrelou com Jimmie Walker em uma outra série, "At Ease" e apareceu em dois filmes feitos para a televisão, "I, Desire" e "Getting Physical".
Apesar de ter feito vários papéis no Cinema ao longo de vários anos, o papel que realmente lhe tornou mundialmente famoso, foi como David Kessler em 1981 no filme Um Lobisomem Americano em Londres do consagrado diretor John Landis.
Em 1986, co-estrelou com a atriz Pam Dawber como "Jack" na  série de comédia da rede de televisão da CBS "My Sister Sam".
David Naughton é também o irmão mais novo do ator James Naughton. Atualmente David Naughton continua sua carreira fazendo comerciais.

## Filmografia parcial
- 2006 - Big Bad Wolf, como Sheriff Ruben
- 2001 - Flying Virus, como Dr. Stephen North
- 1995 - Ice Cream Man, como Martin Cassera
- 1993 - Amityville: A New Generation, como  Dick Cutler
- 1993 - Body Bags, como Pete
- 1991 - Steel and Lace, como Dunn
- 1990 - The Sleeping Car, como Jason McCree
- 1986 - The Boy in Blue, como Bill
- 1981 - An American Werewolf in London, como David Kessler
- 1980 - Midnight Madness, como Adam Larson - Líder da Equipe Amarela

## Séries de TV
- 2010 - Big Love, como  Mr. Usher  episódio: Next Ticket Out
- 2002 - Liga da Justiça Sem Limites (Justice League), como A Streak (voz)
- 2001 - ER, como Ben Stevens 1 episódio
- 1996 - Touched by an Angel, como Michael Russell episódio: Birthmarks
- 1996 - Melrose Place como Lou Chandler episódio: Run, Billy, Run
- 1995 - Cybill, como Andy
- 1991 - Seinfeld, como Dick, episódio: The Red Dot
- 1991 - MacGyver, como Lamanna, episódio: Honest Abe
- 1989 - The Twilight Zone, como John Sellick episódio: Special Service
- 1986-1988 - My Sister Sam, como Jack Kincaid